# Sabil

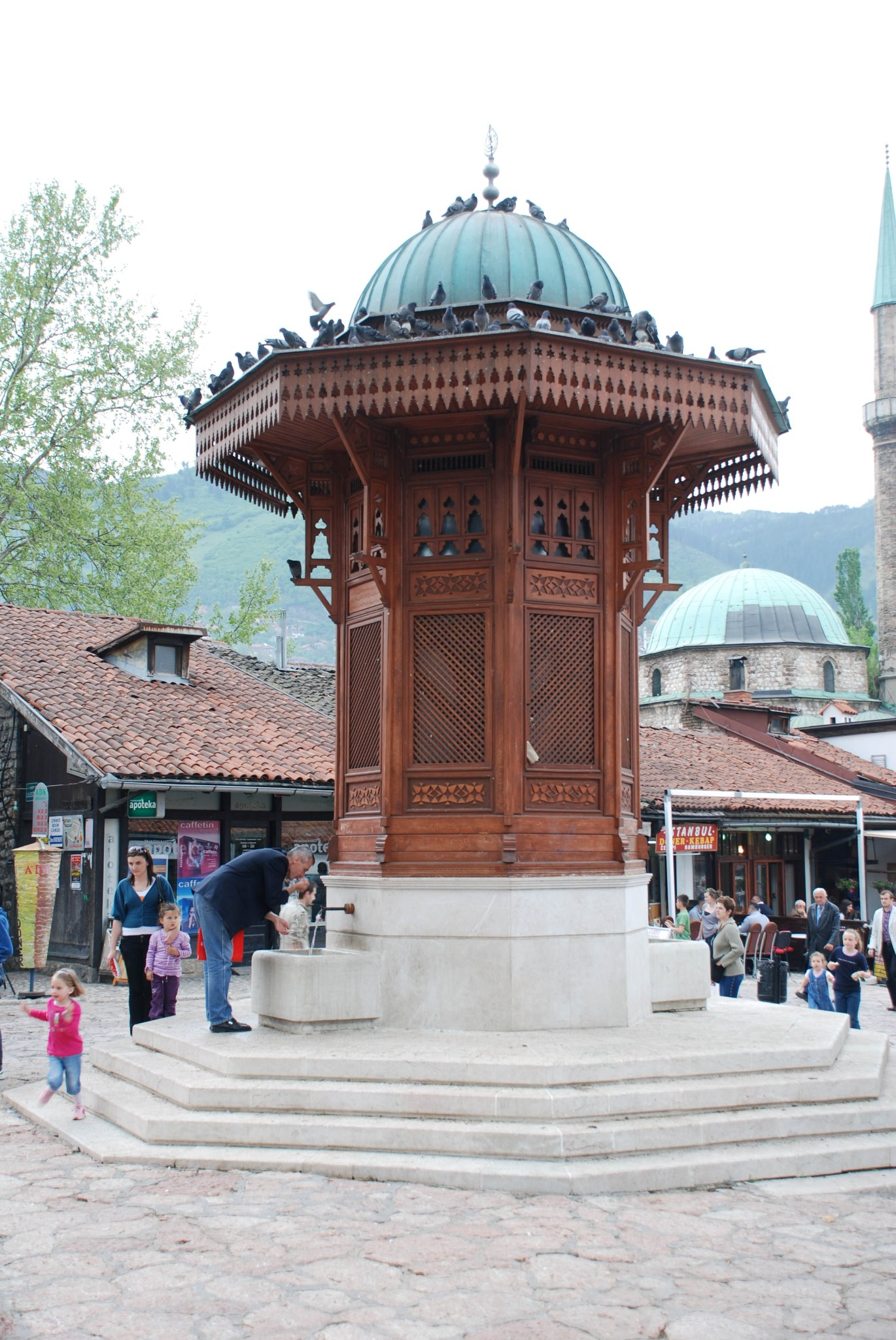
Sabil w Sarajewie

Sabil lub sebil (arab. سبيل transkrybowane sabīl, tur. sebil) – studnia publiczna w tradycyjnej architekturze islamskiej przyjmująca postać pawilonu lub budynku, w którym woda jest swobodnie wydawana członkom społeczeństwa przez pracownika za okratowanym oknem. Termin ten jest czasami używany również w odniesieniu do prostych bezzałogowych fontann z kranem do wody pitnej.
Otrzymywanie wody z sabilu było bezpłatne dla członków społeczeństwa i finansowane z dochodów lub charytatywnego funduszu islamskiego wakf, dostarczonego lub ustanowionego przez patrona, który zlecił budowę. Przekazywanie pieniędzy na budowę takich obiektów było uważane za akt pobożności, a ufundowanie wielu takich studni uznawano za znak rozpoznawczy dobroczynnego władcy.
Z historycznego punktu widzenia takie budynki są strukturami o znaczeniu zarówno cywilnym, jak i religijnym w miastach muzułmańskich, przede wszystkim w miastach Imperium Osmańskiego i sułtanacie mameluków.